# Portret młodzieńca z jabłkiem
Portret młodzieńca z jabłkiem (również: Młodzieniec z jabłkiem) – obraz olejny namalowany przez Rafaela. Powstał około 1504 roku lub rok później. Znajduje się w zbiorach Palazzo Pitti we Florencji.
Jest to jeden z pierwszych portretów namalowanych przez Rafaela. Choć malarz opanował warsztat, nie zdołał uniknąć błędów anatomicznych przy przedstawieniu rąk. Dominującą barwą na obrazie jest czerwień. Postać jest ustawiona do widza en trois quarts. Zabieg ten pozwolił wypełnić prawie całą przestrzeń portretu. Osoba przedstawiona na portrecie pochodzi z rodu arystokratycznego, jego twarz wyraża stanowczość. Tożsamość modela jest przedmiotem sporów. Prawdopodobnie na obrazie został uwieczniony Francesco Maria della Rovere, przyszły dziedzin tronu Urbino.